# Al-Hawa’ik
Al-Hawa’ik – wieś w Syrii, w muhafazie Hama, w dystrykcie As-Sukajlabijja. W 2004 roku liczyła 747 mieszkańców.